# Ото Фрейман
 Ото Рудолфович фон Фрейман (на руски: Отто Рудольфович фон Фрейман) е руски офицер, генерал-майор. Участник в Руско-турската война (1877 – 1878). Полковник от армията на Княжество България.

## Биография
Роден е на 17 септември 1849 в Лифландска губерния на Руската империя в семейството на потомствени дворяни, балтийски немци лутерани. Ориентира се към военното поприще. Завършва Пажеския корпус (1867). Действителна военна служба започва в Лейбгвардейския гатчински полк. Завършва Николаевската академия на Генералния щаб (1875).
Участва в Руско-турската война (1877 – 1878). В състава на 16-и гренадирски мингрелийски полк се проявява при бойните действия на Кавказкия фронт. Прехвърлен е в България в състава на Егерския полк.
От 16 април 1878 г. е в разпореждане на императорския руски комисар княз Александър Дондуков. Началник на комендантското управление на Руската армия в България. От 26 юли 1880 до 30 септември 1884 г. е командир на 13-а ловчанска пеша дружина от войската на Княжество България.
След завръщането си в Русия е преподавател във Финландския кадетски корпус. Генерал-майор от 1904 г. Секретар на Комисията по реорганизацията на управлението на Руската армия и флот.